# Запад
За́пад — сторона света, противоположная востоку и перпендикулярная северу и югу. Первоначально это слово обозначало «закат», так как Солнце на закате всегда находится приблизительно на западе, кроме приполярных и полярных широт.
Русское обозначение запада — З, международное — W (от англ. west).
Для того, чтобы идти на запад, используя для навигации компас, необходимо установить азимут 270 °. В дни равноденствия Солнце заходит на западе. Земля вращается с запада на восток. На географических картах западная сторона, как правило, находится слева.

## Этимология
Русское слово «запад» происходит от древнерусского «западъ», которое пришло из старославянского языка, где оно писалось так же. Впервые в древнерусских источниках слово упоминается в XI веке, буквальное значение слова — «место, где солнце заходит за горизонт».
Английское слово «west» родственно с немецким словом «west» и древнескандинавским «vestr». В древнеанглийском языке писалось как и в современном английском и происходило от прагерманского слова «*west-», происхождение которого неясно. Возможно, оно произошло от праиндоевропейского «*wes-», сокращённой формы «*wes-pero-» («вечер», «ночь»).

## Культура
Словом «Запад» часто называют страны Западной Европы, Северной Америки, Австралию, Новую Зеландию и некоторые другие страны.
Концепция западной части земли берет свое начало в Западной Римской империи и западном христианстве. Во время холодной войны «Запад» часто использовался для обозначения лагеря НАТО.

## Ориентация
В древности направление на запад определялось заходом Солнца. Колокольни православных и лютеранских церквей обращены на запад. Алтари католических костёлов располагаются на западной стороне.
В китайском буддизме Запад представляет движение к Будде или просветлению. Древние ацтеки верили, что Запад был царством великой богини воды, тумана и кукурузы. В Древнем Египте Запад считался порталом в потусторонний мир и является основным направлением, рассматриваемым в связи со смертью, хотя и не всегда с отрицательным значением. Древние египтяне также считали, что богиня Амунет была олицетворением Запада. У кельтов считалось, что за западным морем от края всех карт лежал Потусторонний мир, или Загробная жизнь.
В иудаизме запад виден в направлении Шекина (присутствия) Бога, поскольку в еврейской истории скиния и последующий Иерусалимский храм были обращены на восток, а Божье присутствие в Святая святых поднималось по ступеням на запад. Согласно Библии, израильтяне перешли реку Иордан на запад в Землю Обетованную. Мусульмане молятся в направление к Каабе в Мекке, поэтому на запад молятся, например, мусульмане Индии, живущие к востоку от Мекки.
В американской литературе (например, в «Великом Гэтсби») перемещение на запад иногда символизировало обретение свободы, возможно, в связи с заселением Дикого Запада (см. также «Манифестная судьба»).
Толкин использовал его символически, когда умирающий Торин в «Хоббите» назвал Бильбо Бэггинса «дитём доброго Запада». Во «Властелине колец» восток служил Саурону, а его враги ассоциировали себя с западом.